# Північна стіна
«Північна стіна» — пригодницький фільм спільного виробництва Австрії, Німеччини та Швейцарії про підкорення чотирма альпіністами стіни гори Айґер. Прем'єра стрічки відбулась на Міжнародному кінофестивалі у Локарно.

## Синопсис
У 1936 році нацистська Німеччина спонукає альпіністів підкорити Північну стіну Айґера. Луїза Феллнер, — редактор берлінської газети, отримує шанс висвітлювати сходження на вершину. Вона зустрічається зі своїми друзями-альпіністами Тоні Курцом та Андреасом Гінтерштойсером у Берхтесгадені. Вмовити їх їй не вдалося: вони пам'ятають про загибель двох знайомих досвідчених скелелазів на тому ж місці. 

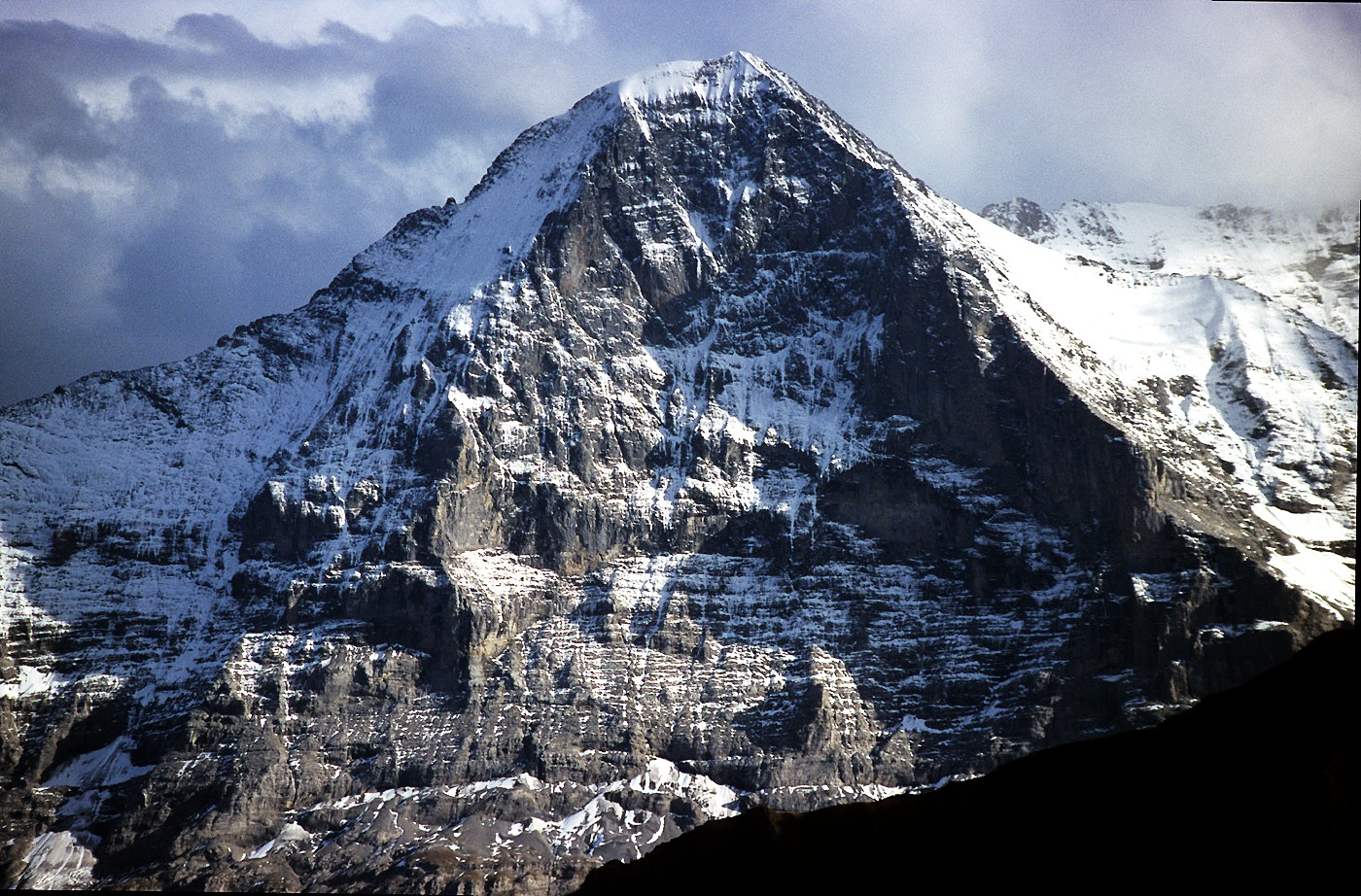
Північна стіна

Луїза повертається засмученою, бо розраховували зробити щось значуще. Її керівник Генрі Арау помітив якісні знімки жінки. Вона отримує другий шанс. В Альпах Луїза випадково зустрічає Тоні та Андреаса, які все ж звільнилися з армії щоб підкорити вершину. 
На сходження наважилось кілька команд, але залишаються тільки німецька та австрійська. Спочатку вони наступали один одному на п'яти та згодом вони об'єдналися. Травма та погіршення погоди призвело до загибелі пари австрійців. Щоб Тоні вижив відчіпляється Андреас. Луїза б'є тривогу, збирає команду рятувальників. Складності гори та погіршення погоди не дало швидко дістатися Курца. Його вже дістали мертвим і дуже обмороженим.
Після смерті друзів дитинства Феллнер кидає роботу в редакції, починає працювати фотографом.

## У ролях
| Актор                      | Роль                                       |
| -------------------------- | ------------------------------------------ |
| Бенно Фюрманн              | Тоні Курц, німецький альпініст             |
| Флоріан Лукас              | Андреас Гінтерштойсер, німецький альпініст |
| Ґеорґ Фрідріх              | Едді Райнер, австрійський альпініст        |
| Йоганна Вокалек            | Луїза Феллнер, репортерка                  |
| Сімон Шварц                | Віллі Анґерер, австрійський альпініст      |
| Ульріх Тукур               | Генріх Арау                                |
| Арнд Шімкат                | Фріц фон Альмен                            |
| Ервін Штайнгауер           | Еміль Ландауер                             |
| Петра Морзе                | Елізабет Ландауер                          |
| Ганспетер Мюллер-Дроссаарт | Ганс Шлунеґґер                             |
| Бранко Самаровський        | Альберт фон Алмен                          |
| Клаус Овчарек              | головний редактор                          |
| Ерні Манґольд              | бабуся Курц                                |

## Створення фільму

### Виробництво
Фільмування стрічки проходили в Швейцарії (Клайне-Шайдег) та Австрії (Дахштайн, Ґрац).

### Творча група
- Кінорежисер — Філіпп Штольцл
- Сценаристи — Крістоф Зілбер, Руперт Геннінґ, Йоганнес Набер, Філіпп Штольцл
- Кінопродюсери — Беньямін Герммамн, Данні Краус, Рудольф Санчі, Борис Шенфельдер, Ізабель Вельтер
- Кінооператор — Коля Бранд
- Кіномонтаж — Свен Буделманн
- Композитор — Крістіан Колоновітц
- Художник-постановник — Удо Крамер
- Артдиректор — Томмі Фоґель
- Художник по костюмах — Бірґіт Гюттер
- Підбір акторів — Аня Дігерберґ, Корінна Ґлаус, Бернгард Карл[6].

## Сприйняття

### Критика
Стрічка отримала позитивні відгуки. На сайті Rotten Tomatoes оцінка фільму становить 84 % на основі 55 відгуків від критиків (середня оцінка 7/10) і 82 % від глядачів із середньою оцінкою 3,8/5 (3,532 голоси). Фільму зарахований «стиглий помідор» від кінокритиків та «попкорн» від глядачів, Internet Movie Database — 7,4/10 (12 093 голоси), Metacritic — 67/100 (17 відгуки критиків) і 7,8/10 від глядачів (12 голосів). Загалом на цьому ресурсі від критиків і від глядачів фільм отримав позитивні відгуки.

### Номінації та нагороди
| Нагороди та номінації фільму «Північна стіна» | Нагороди та номінації фільму «Північна стіна» | Нагороди та номінації фільму «Північна стіна» | Нагороди та номінації фільму «Північна стіна» | Нагороди та номінації фільму «Північна стіна» | Нагороди та номінації фільму «Північна стіна» |
| Рік                                           | Кінофестиваль/кінопремія                      | Категорія/нагорода                            | Номінант | Результат                                     |                                               |
| --------------------------------------------- | --------------------------------------------- | --------------------------------------------- | --- | --------------------------------------------- | --------------------------------------------- |
| 2008                                          | Бамбі                                         | Найкращий актор                               | Бенно Фюрманн | Номінація                                     |                                               |
| 2008                                          | Hamburg Film Festival                         | Art Cinema Award                              | Філіпп Штольцл | Номінація                                     |                                               |
| 2008                                          | Hamburg Film Festival                         | Молодий талант                                | Філіпп Штольцл | Номінація                                     |                                               |
| 2009                                          | Deutscher Filmpreis                           | Найкращий режисер                             | Коля Бранд | Перемога                                      |                                               |
| 2009                                          | Deutscher Filmpreis                           | Найкращий монтаж звуку                        | Крістіан Бішофф, Чингіз Чагрукх, Ґвідо Цеттер, Гайнц Ебнер                                                                                                   | Перемога                                      |                                               |
| 2009                                          | Deutscher Filmpreis                           | Найкраща робота художника-постановника        | Удо Крамер | Номінація                                     |                                               |
| 2009                                          | Німецька асоціація кінокритиків               | Найкращий сценарій                            | Крістоф Зілбер, Руперт Геннінґ, Йоганнес Набер, Філіпп Штольцл                                                                                               | Перемога                                      |                                               |
| 2009                                          | Німецька асоціація кінокритиків               | Найкращий операторська робота                 | Коля Бранд | Перемога                                      |                                               |
| 2010                                          | Асоціація кінокритиків Сент-Луїса             | Найкращий іноземний фільм                     | «Північна стіна» | Номінація                                     |                                               |
| 2011                                          | Motion Picture Sound Editors                  | Найкращий монтаж звуку                        | Гідо Цеттер, Карстен Ріхтер, Тобіас Поппе, Александр Бак, Александр Вітт, Томас Людеманн, Лаура Плок, Клаус Вассен-Флорен, Стефан Фандріх, Аня-Корінн Велтер | Номінація                                     |                                               |